# Pocillorhynchus spiroductus
Pocillorhynchus spiroductus är en plattmaskart som beskrevs av Schockaert 1982. Pocillorhynchus spiroductus ingår i släktet Pocillorhynchus och familjen Cicerinidae.
Artens utbredningsområde är Somalia. Inga underarter finns listade i Catalogue of Life.